# Данкерк (містечко, Нью-Йорк)
Данкерк (англ. Dunkirk) — місто (англ. town) в США, в окрузі Чотоква штату Нью-Йорк. Населення — 1240 осіб (2020).

## Демографія
Згідно з переписом 2010 року, у місті мешкало 1318 осіб у 522 домогосподарствах у складі 322 родин. Було 582 помешкання
Расовий склад населення:
| - 91,3 % — білих - 3,0 % — чорних або афроамериканців - 0,6 % — корінних американців - 0,5 % — азіатів - 3,6 % — осіб інших рас |

До двох чи більше рас належало 1,0 %. Частка іспаномовних становила 9,0 % від усіх жителів.
За віковим діапазоном населення розподілялося таким чином: 11,2 % — особи молодші 18 років, 55,3 % — особи у віці 18—64 років, 33,5 % — особи у віці 65 років та старші. Медіана віку мешканця становила 55,2 року. На 100 осіб жіночої статі у місті припадало 83,8 чоловіків;  на 100 жінок у віці від 18 років та старших — 80,2 чоловіків також старших 18 років.
Середній дохід на одне домашнє господарство  становив 72 608 доларів США (медіана — 38 984), а середній дохід на одну сім'ю — 87 719 доларів (медіана — 60 682). Медіана доходів становила 53 750 доларів для чоловіків та 36 042 долари для жінок. За межею бідності перебувало 15,5 % осіб, у тому числі 33,3 % дітей у віці до 18 років та 7,5 % осіб у віці 65 років та старших.
Цивільне працевлаштоване населення становило 477 осіб. Основні галузі зайнятості: освіта, охорона здоров'я та соціальна допомога — 27,7 %, виробництво — 25,6 %, роздрібна торгівля — 15,5 %, транспорт — 6,9 %.